# Lockheed Model 9 Orion
El Lockheed Model 9 Orion es un avión de pasajeros monomotor estadounidense construido en 1931 para las aerolíneas comerciales. Fue el primer avión comercial en tener tren de aterrizaje retráctil y era más rápido que cualquier avión militar de la época. Diseñado por Richard A. von Hake, fue el último diseño monoplano de madera producido por la Lockheed Aircraft Corporation.

## Diseño
El Orion fue el último diseño que usó muchos elementos idénticos a los diseños de Lockheed precedentes, principalmente todos los elementos del Altair, pero incluía una cabina alta delantera similar a la del Vega, más una cubierta NACA introducida en el Air Express. Lockheed usó el mismo molde básico de fuselaje y ala para todos sus diseños de madera (el ala del Explorer era única), de ahí las muchas similitudes entre ellos. El Orion presentaba una cabina cerrada con asientos para seis pasajeros. El Orion recibió su Certificado de Tipo Aprobado el 6 de mayo de 1931.
Gerard F. Vultee fue ingeniero jefe de la firma Lockheed desde 1928 hasta 1931, y estuvo relacionado en los diseños de todos los modelos de Lockheed de la época y el Sirius diseñado específicamente para Charles Lindbergh .

## Historia operacional
Aunque diseñado con el mercado de pasajeros en mente, su velocidad lo hizo natural de las carreras aéreas. La primera carrera Bendix de 1931 mostraba dos Orion, tres Altair y un Vega en una carrera que solo tenía nueve aviones competidores. El 11 de julio de 1935, Laura H. Ingalls voló un Lockheed Orion, propulsado por un motor Pratt & Whitney Wasp, desde Floyd Bennett Field a Burbank, California, estableciendo un récord este-oeste para mujeres. Dos meses más tarde, voló de vuelta para establecer un récord oeste-este.
El primer Orion entró en servicio con Bowen Air Lines en Fort Worth, Texas, en mayo de 1931. Northwest Airways, más tarde renombrada Northwest Airlines, operó el avión desde 1933 a 1935. American Airways, asimismo renombrada como American Airlines en 1934, operó varios Orion 9D. Se volaron muchas millas seguras al servicio de las aerolíneas y los titulares ganados por unos pocos pilotos expertos en velocidad probaron el avanzado diseño y fiabilidad del Orion. Sin embargo, los que acabaron en uso comercial como transportes de pasajeros tuvieron limitada su vida. En 1934, la Autoridad Aeronáutica Civil emitió una norma prohibiendo el uso de aviones de pasajeros monomotores en todas las redes principales. Se hizo obligatorio llevar un copiloto y por ello una disposición de cabina de dos asientos en todos los vuelos. Los requerimientos de la norma provocaron el final del Orion como avión de aerolínea de pasajeros. Más tarde fueron usados para transportar carga o correo o vendidos para su uso privado y en vuelos chárter. Debido a que el avión tenía una complicada construcción en madera y necesitaba ser enviado de vuelta a Lockheed en Burbank, California, para ser reparado, a menudo fueron abandonados después de cualquier tipo de accidente significativo.[cita requerida] Al menos doce de estos Orion usados fueron comprados para entrar de servicio en la Guerra civil española y acabar destruidos.
En  1935, un solo Model 9 Orion fue modificado por Lockheed como avión de noticias con cámara para el Detroit News. Para realizar la tarea, se construyó un soporte en el borde de ataque del ala derecha a unos ocho pies del fuselaje. Este soporte tenía un domo de cristal en el frente y montaba una cámara. Para apuntar la cámara, el piloto estaba provisto con una primitiva parrilla similar a una mira en su parabrisas.
El Orion-Explorer fue un 9E modificado. Tenía un ala dañada tras un accidente reemplazada por la de un Explorer 7, y estaba equipado con un motor Pratt & Whitney R-1340-S3H1 Wasp de 450 kW (600 hp). También fue equipado con tren aterrizaje fijo y más tarde flotadores. Fue usado por Wiley Post y Will Rogers en un fallido intento de vuelo alrededor del mundo, ya que ambos pilotos murieron cuando el avión se estrelló en Alaska el 15 de agosto de 1935.

## Variantes
Orion 9

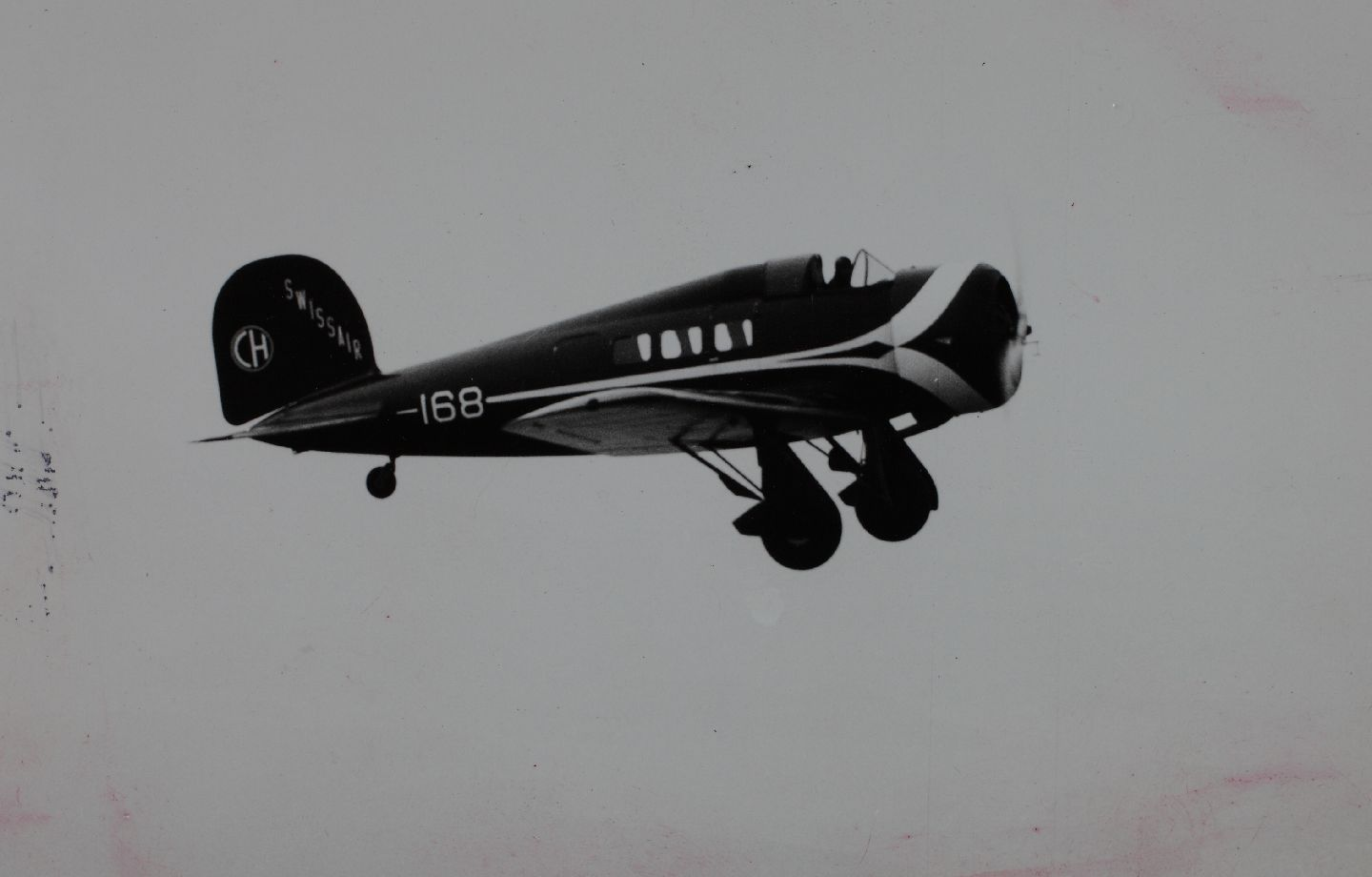
Un Orion de Swissair realizando pruebas de vuelo.

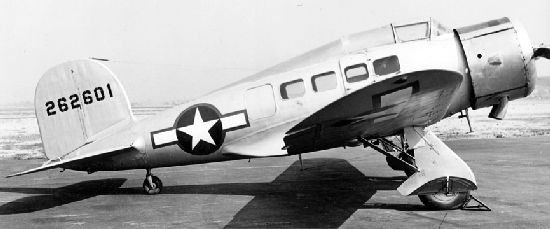
El UC-85 en 1943.

 14 construidos, Pratt & Whitney Wasp A de 306 kW (410 hp) o Pratt & Whitney Wasp C de 313 kW (420 hp).
 Orion 9A Special
 Un avión con motor Pratt & Whitney Wasp SC de 336 kW (450 hp).
 Orion 9B
 Dos aviones suministrados a Swissair, motor Wright R-1820-E de 429 kW (575 hp).
 Orion 9C
 Altair DL-2A redesignados.
 Orion 9D
 13 construidos.
 Orion 9E
 Tres aviones con motor Pratt & Whitney SC1 Wasp SC-1 de 336 kW (450 hp).
 Orion 9F
 Un avión ejecutivo con motor Wright R-1820-F2 Cyclone 9 de 720 hp (537 kW).
 Orion 9F-1
 Un avión ejecutivo con motor Wright SR-1820-F2 de 720 hp (537 kW).
 UC-85
 Un Orion 9D para las USAAF en junio de 1942.
 Orion-Explorer
 Orion 9E modificado, motor Pratt & Whitney Wasp S3H1 de 482 kW (600 hp).

## Supervivientes

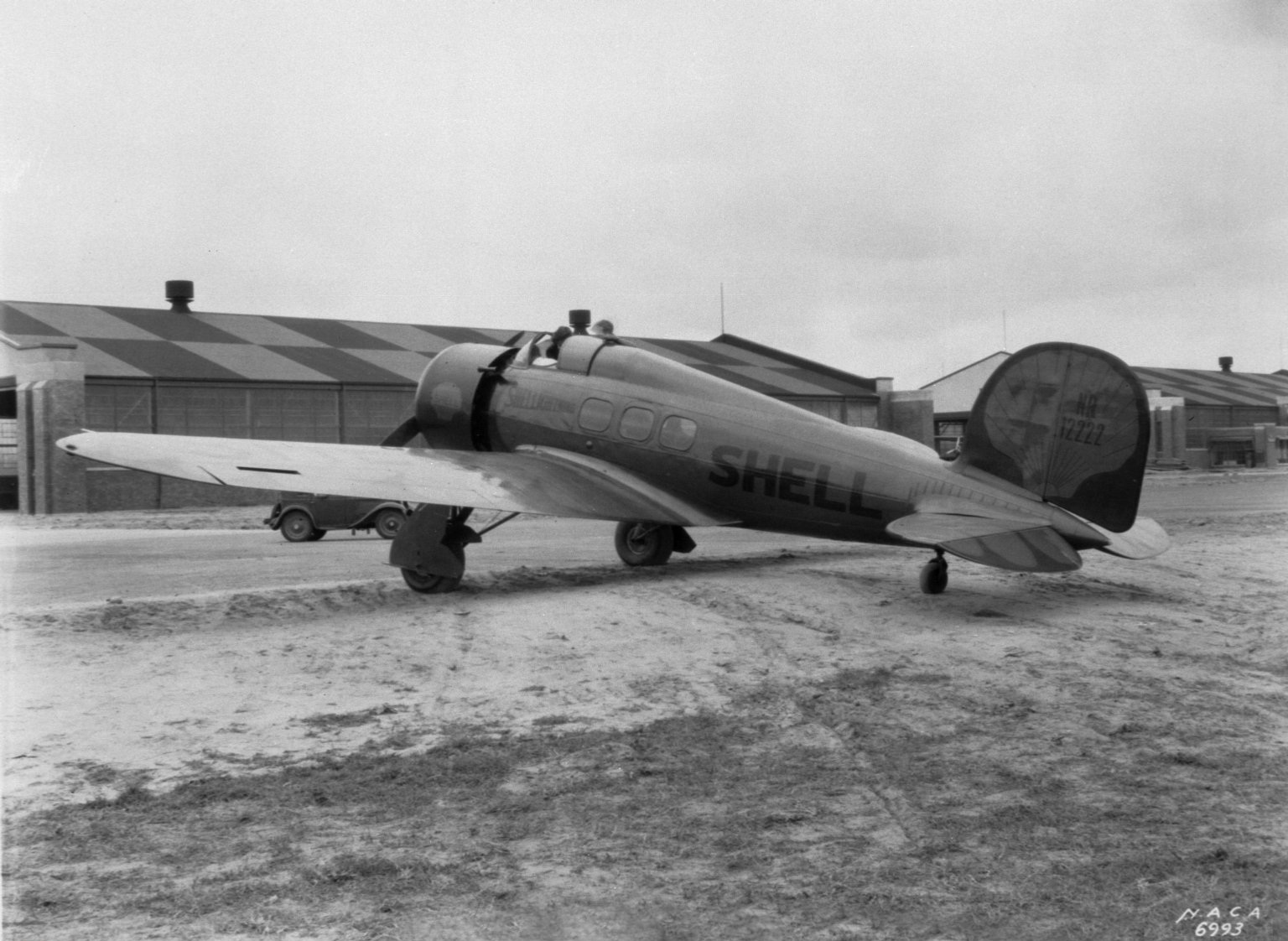
El Shellightning en octubre de 1932.

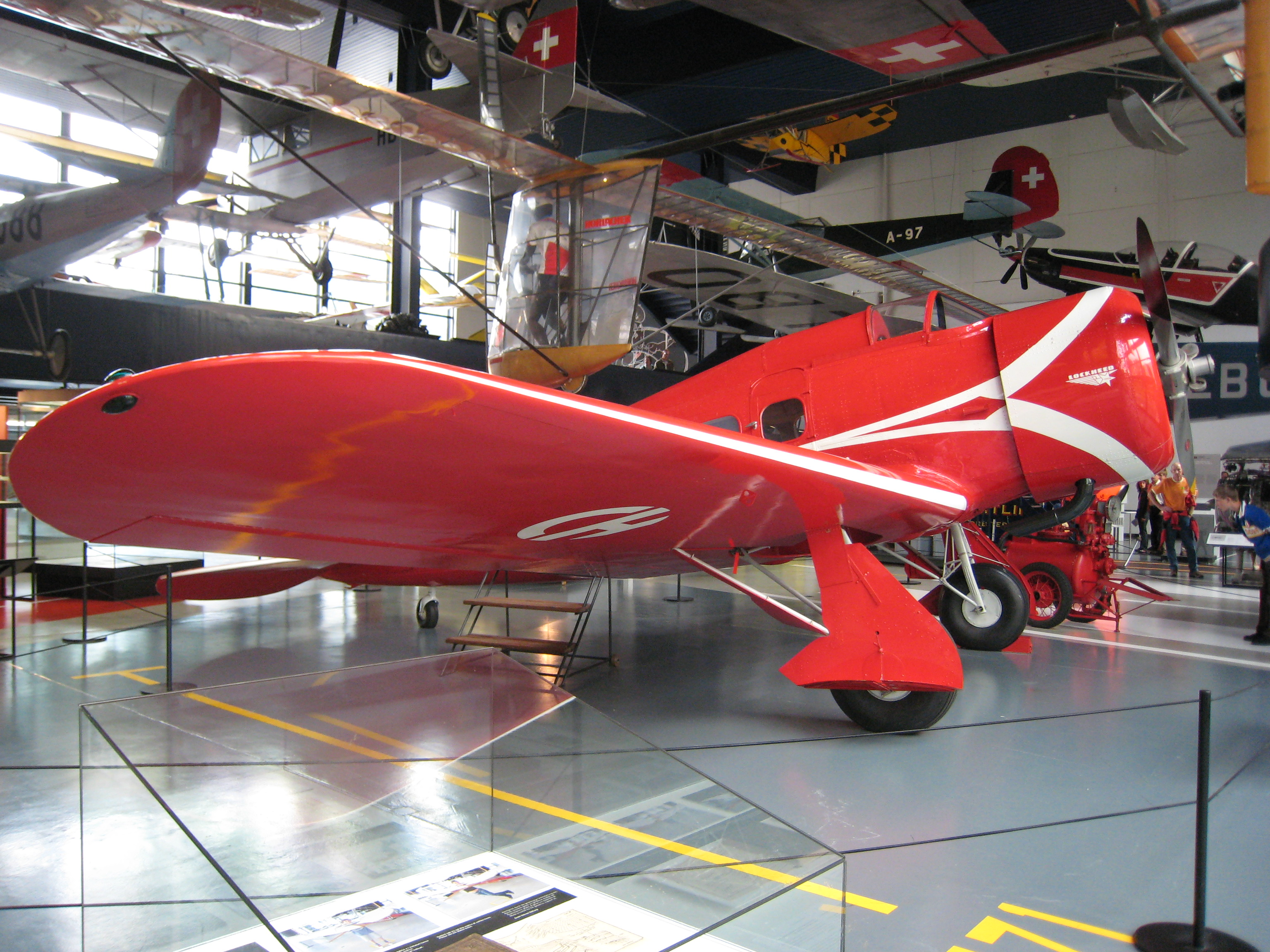
El único Orion existente, Museo Suizo de Transporte, Lucerna.

En total, Lockheed construyó 35 Orion al coste de 25 000 dólares cada uno nuevo. No se sabe si alguno perduró más allá de los años 40, excepto el único que sobrevive actualmente. Este único Orion restante fue construido originalmente como un Altair experimental con fuselaje de metal. Este Altair (construido en 1931) fue dañado en un aterrizaje sobre la panza en Columbus, Ohio, en 1933. Fue devuelto a Lockheed, donde fue convertido en 1934 a la configuración Orion 9C por el diseñador original del Orion, Richard A. von Hake, y otros que trabajaron gratis durante un pequeño periodo en el que la factoría Lockheed estuvo abocaba a la bancarrota.
Se ha planteado como argumento válido que el fuselaje, cola y ala de ambos aviones eran idénticos, y que también fue reconstruido por el diseñador original en la planta de Lockheed, por lo que puede ser considerado en realidad un Orion (#36) en lugar de un Altair modificado. En cualquier caso, fue vendido a la Shell Aviation Corp., pintado de amarillo-naranja y rojo y bautizado “Shellightning”. Fue usado por James H. Doolittle, mánager de aviación de Shell, en vuelos de costa a costa y de exhibición. Jimmy Doolittle realizó cientos de vuelos en este Lockheed, y el avión se evidenció en muestras aéreas, dedicaciones de aeropuertos y reuniones de negocios por todos los territorios de las tres compañías Shell en los Estados Unidos. 
En 1936, “Shellightning” se vio envuelto de nuevo en un accidente, en San Luis, y fue almacenado allí. Dos años más tarde, a Paul Mantz le picó el bicho de las carreras además de su trabajo aeronáutico en el cine. Compró el dañado “Shellightning” y lo tuvo que reconstruir en el Parks Air College en San Luis, Misuri, con un más potente motor Wright Cyclone y más aerodinámica para aumentar su velocidad. Fue repintado de rojo con ribetes blancos y Mantz voló el avión en las carreras Bendix de 1938 y 1939, acabando tercero en ambas ocasiones. En 1943 vendió el avión y pasó por una serie de propietarios hasta que Mantz lo compró de nuevo en 1955. Retuvo la propiedad hasta que lo vendió a TallMantz Aviation, Inc. en 1962. 
En 1964, el avión fue expuesto al aire libre en la línea de vuelo del Orange County Airport, actualmente John Wayne Airport, con los colores azul y blanco de American Airways. En algún momento de los años 60, fue comprado por Swissair y puesto en estado de vuelo por el famoso equipo de restauración “Fokker”; está en exhibición en el Museo Suizo de Transporte en Lucerna, Suiza, con la librea del Orion de Swissair original.

## Operadores
| España - Fuerzas Aéreas de la República Española: desde LAPE. | Estados Unidos - Alaska Star Airlines - American Airways - Air Express - Bowen Air Lines - Detroit News - Hal Roach Studios - Northwest Airways - Paul Mantz - Transcontinental and Western Air/TWA - Fuerzas Aéreas del Ejército de los Estados Unidos - Shell Oil - Varney Speed Lines - Wyoming Air Service | México - Líneas Aéreas Occidentales Suiza - Swissair |

## Especificaciones (Orion 9D)
Referencia datos: The Complete Encyclopedia of World Aircraft

### Características generales
- Tripulación: Uno (piloto)
- Longitud: 8,6 m (28,3 ft)
- Envergadura: 13 m (42,8 ft)
- Altura: 3 m (9,7 ft)
- Superficie alar: 27,3 m² (294,1 ft²)
- Peso vacío: 1651 kg (3638,8 lb)
- Peso máximo al despegue: 2359 kg (5199,2 lb)
- Planta motriz: 1× motor radial de nueve cilindros refrigerado por aire Pratt & Whitney Wasp S1D1.
  - Potencia: 410 kW (565 HP; 558 CV)

### Rendimiento
- Velocidad máxima operativa (Vno): 354 km/h (220 MPH; 191 kt) a nivel del mar
- Velocidad crucero (Vc): 330 km/h (205 MPH; 178 kt)
- Alcance: 1159 km (626 nmi; 720 mi)
- Techo de vuelo: 6705 m (21 998 ft)

## Aeronaves relacionadas

### Desarrollos relacionados
- Lockheed Air Express
- Lockheed Explorer
- Lockheed Model 8 Sirius
- Lockheed Vega

### Aeronaves similares
- Heinkel He 70

### Secuencias de designación
- Secuencia C-_ (Aviones de Carga del USAAC/USAAF/USAF, 1924-1962): ← C-82 - C-83/A - C-84 - C-85 - C-86 - C-87 - C-88 →